# Ilene Chaiken
Ilene Chaiken (Filadelfia, 30 giugno 1956) è una regista, sceneggiatrice, produttrice cinematografica e televisiva statunitense, nota al grande pubblico per aver creato la serie televisiva The L Word.

## Biografia
Originaria di Philadelphia, Ilene Chaiken compì gli studi superiori alla scuola d'arte figurativa di Providence, nel Rhode Island; durante la permanenza in tale scuola maturò la sua inclinazione per la scrittura e la sceneggiatura e cambiò corso di studi da arti figurative a produzione cinematografica.
Dopo la laurea ottenne un incarico di assistente produttore e nel 1980 fu inviata a Londra sul set di una produzione del regista Don Siegel, Taglio di diamanti (Rough Cut).
Tornata negli Stati Uniti, si trasferì a Los Angeles e iniziò a lavorare per la Creative Artists Agency come produttrice esecutiva; lesbica, fu in quel periodo che conobbe colei che divenne la sua compagna per più di vent'anni, l'architetto inglese Miggi Hood.
Passata a collaborare con la casa di produzione di Aaron Spelling fu produttrice esecutiva di Satisfaction (1988), uno dei primi film con Julia Roberts; collaborò poi con la Quincy Jones Entertainment, per la quale produsse la prima stagione di Willy, il principe di Bel-Air (1990-1991).
Per il cinema, come sceneggiatrice, ha curato lo script di Barb Wire (1996), con la canadese Pamela Anderson nel ruolo di protagonista; per Showtime, canale di intrattenimento della CBS, ha scritto le sceneggiature delle serie TV Dirty Pictures (2000) e Damaged Care (2002); nel 2004 divenne nota per la serie internazionale The L Word, ambientata in California e incentrata sulla relazione e sulla rete di amicizie e di amori di un gruppo di lesbiche; Ilene Chaiken fu l'ideatrice della serie, della quale per tre stagioni fu anche produttrice; fu anche regista di cinque episodi in varie stagioni della serie (il primo nel 2005, l'ultimo nel 2009).
Per il canale CW Ilene Chaiken sta scrivendo e producendo Confessions of a Backup Dancer, la cui messa in onda è prevista per il 2010.
Chaiken è partner della sceneggiatrice e produttrice LouAnne Brickhouse; con la sua ex compagna Miggi Hood ha avuto due figlie gemelle, nate nel 1995 e concepite tramite inseminazione artificiale.

## Filmografia

### Regista
- The L Word – serie TV, 7 episodi (2005-2009)

### Produttrice
- Satisfaction (1988)
- Willy, il principe di Bel-Air – serie TV, 22 episodi (1990-1992)
- The L Word – serie TV, 70 episodi (2004-2009)
- The Real L Word – documentario, 9 episodi (2011)
- Black Box – serie TV, 12 episodi (2014)
- Empire – serie TV, 32 episodi (2015-2017)
- The Handmaid's Tale – serie TV, 10 episodi (2017)
- Stumptown – serie TV (2019-in corso)
- The L Word: Generation Q – serie TV (2019-in corso)

### Sceneggiatrice
- Barb Wire, regia di David Hogan (1996)
- Dirty Pictures, regia di Frank Pierson – film TV (2000)
- Damaged Care, regia di Harry Winer – film TV (2002)
- The L Word – serie TV, 36 episodi (2004-2009)
- Empire – serie TV, 10 episodi (2015-2017)
- The L Word: Generation Q – serie TV (2019-in corso)